# Truppenfallschirm PD-47

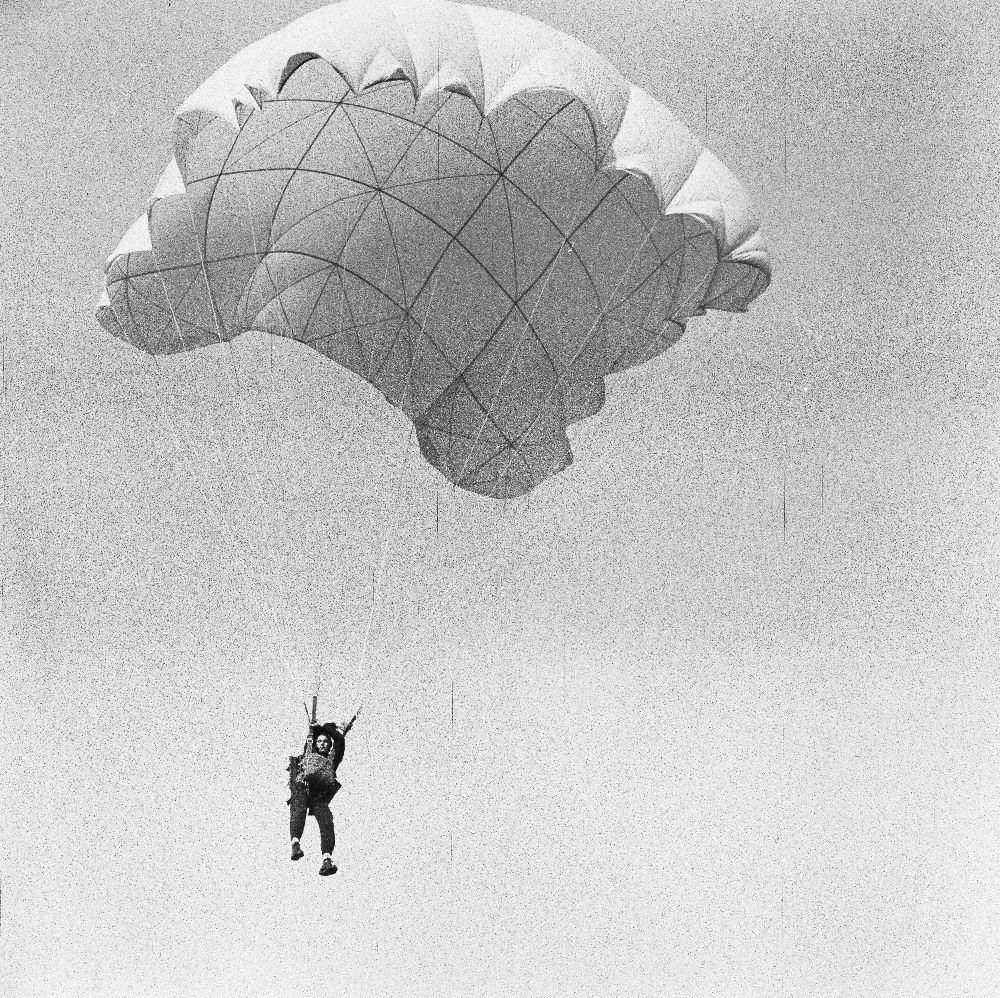
GST-Sportlerin mit PD-47

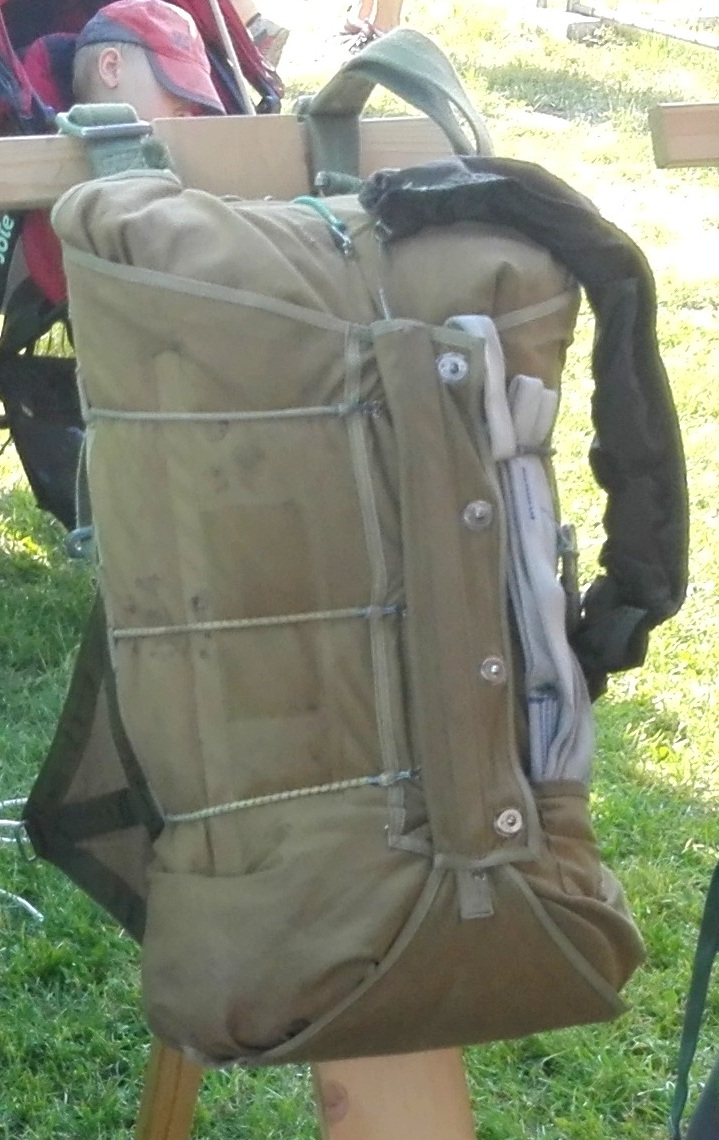
PD-47

Der Truppenfallschirm PD-47 (russisch парашют десантный, образца 1947) war der erste nach dem Zweiten Weltkrieg in der Sowjetunion entwickelte Fallschirm. Mit seiner markanten quadratischen Fallschirmkappe wurde er erfolgreich in der Sowjetunion und vielen Ländern Osteuropas teilweise bis in die 70er Jahre hinein verwendet. In der DDR war er Ausbildungs- und Truppenfallschirm bei den Luftstreitkräften, den Fallschirmjägern, den Kampfschwimmern, den Fern- und Spezialaufklärern, der Gesellschaft für Sport und Technik und dem Ministerium für Staatssicherheit.

## Entwicklung
Im Jahr 1946 wurde in Moskau das Wissenschaftlich-Experimentelle Institute für Luftlandesysteme (russisch ниэи Пдс) unter Leitung von Fedor D. Tkachev gegründet.  Es war verantwortlich für die Entwicklung der gesamten Fallschirm- und Luftlandetechnik für das Militär und die Raumfahrt der Sowjetunion. Seit den frühen 30er Jahren entwickelte die Sowjetunion, die bereits zu dieser Zeit große Fallschirmjägerverbände aufgestellt hatte und das Fallschirmspringen auch für interessierte Zivilisten ermöglichte, verschiedene Sprungfallschirme. Darunter waren Modelle mit runder und mit quadratischer Fallschirmkappe. Im Jahr 1947 wurde im Moskauer Institut von N. A. Lobanov, M. A. Alekseev und A. I. Sigaev der Fallschirm PD-47 entwickelt und ein Jahr später vom Militär eingeführt.
Die Entwicklung eines neuen Fallschirms wurde notwendig, weil sich die Mindest- und damit Absetzgeschwindigkeit damaliger Transportflugzeuge ständig erhöhte. Mit den Vorgängerfallschirmen konnte bei einer maximalen Fluggeschwindigkeit von 200 km/h abgesetzt werden. Bei höheren Geschwindigkeiten kam es zu Beschädigungen an Fangleinen oder der Kappe und die Wahrscheinlichkeit von Fangleinenüberwürfen oder anderen Fehlöffnungen stieg deutlich an. Des Weiteren konnte der starke Entfaltungsstoß die Springer verletzen. Um zukünftig auch bis zu einer Absetzgeschwindigkeit von 300 km/h springen zu können, mussten daher konstruktive Veränderungen vorgenommen werden, die bei der Entwicklung des PD-47 einflossen.
Der PD-47 basiert hauptsächlich auf dem für Piloten und Flugzeugbesatzungen entwickelten Rettungsfallschirm MPLK-45 aus dem Jahr 1945, der ebenfalls eine quadratische Form hatte und durch das gleiche Prinzip einen geringen Vortrieb erzeugte. Auf Bewährtes griff man auch beim Gurtzeug zurück, das sich kaum von den bis dahin verwendeten Truppenfallschirmen unterschied. Bis auf die runde Kuppel besaß der PD-47 auch viele Ähnlichkeiten mit dem teilweise parallel genutzten Fallschirm D-1.

## Konstruktion
Der nachfolgend beschriebene PD-47-5 (auch als PD-47 Serie 5 bezeichnet) war die erste wichtige Weiterentwicklung gegenüber dem Ursprungsmuster und wurde um das Jahr 1960 eingeführt. Er unterschied sich vor allem beim Hilfsfallschirm, der Trageweise des Öffnungsautomaten und der zusätzlichen Tasche in der Packhülle von seinen Vorläufern. Durch diese Änderungen sollte der Öffnungsvorgang noch zuverlässiger werden. Außerdem fehlte in der Innenseite der Packhülle die Möglichkeit die Fangleinen ohne die Verwendung eines Verzögerungssacks einzuschlaufen. Frühe Versionen des PD-47 hatten diese noch, was auch Automatiksprünge ohne Verzögerungssack und damit bei tieferen Absetzhöhen ermöglichte. Nachfolgende Versionen wie der PD-47-7 unterschieden sich hauptsächlich durch die 4,5 m lange Verbindungsleine zwischen Fallschirmkappe und Verzögerungssack vom PD-47-5. Der PD-47 wurde aber auch in den Exportstaaten, wo sie teilweise in Lizenz produziert wurden, weiter verändert und verbessert.
Der PD-47 besteht aus der Fallschirmkappe mit den Fangleinen, dem Gurtzeug, der Packhülle mit den biegsamen Schutzschläuchen, dem Verzögerungssack,
dem Hilfsschirm mit Federmechanismus, der Aufziehleine, der Schutzhülle für die Aufziehleine, zwei Verbindungsleinen, einem Fallschirmpass und einer Tragetasche.

### Hauptfallschirm

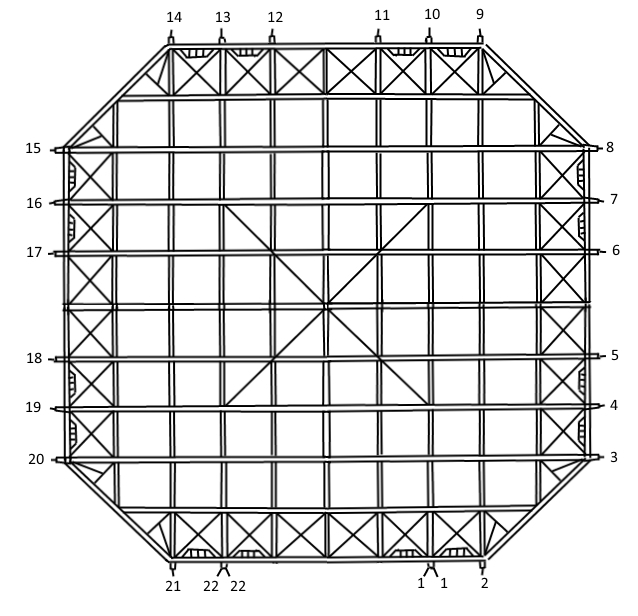
Fallschirmkappe

Als Material für den PD-47 verwendeten die Konstrukteure, wie seit vielen Jahren, Baumwolle in der Webart Perkal oder Batist. Grund dafür war die begrenzte Verfügbarkeit der teuren Naturseide und die zu dieser Zeit noch nicht abgeschlossene Entwicklung geeigneter synthetischer Fasern. Der Hauptfallschirm hatte eine quadratische Grundform mit abgeschnittenen Ecken und bestand aus einem Schachbrettmuster mit nebeneinanderliegenden quadratischen Feldern. Der Fallschirm wurde abhängig von der Größe der Felder aus acht oder zehn Abschnitten in einer Bahn gefertigt. In ihrer Größe unterschieden sich beide Produktionsmuster nur geringfügig. Die Grundfläche der achtteiligen Version war 69 m² groß bei Abmessungen von 8,60 × 8,53 m und die Grundfläche der zehnteiligen Version mit den Abmessungen von 8,90 × 8,47 m maß 71 m². Zwischen den Feldern wurde die Fallschirmkappe mit 13 mm breiten Gewebestreifen verstärkt. Die äußeren Felder am Basisrand und die Mitte der Kappe waren zusätzlich mit einem aufgenähten Gewebekreuz verstärkt worden, um die auftretenden Kräfte bei der Fallschirmentfaltung gleichmäßig auf den Fallschirm zu verteilen. Am Basisrand, der ebenfalls mit 25 mm breiten Baumwollstreifen verstärkt worden war, wurden 16 kleine Taschen angenäht, in denen sich beim Entfaltungsvorgang die Luft verfing und so das Öffnen des Fallschirms beschleunigte.
Die 24 Fangleinen aus Baumwolle hatten eine einheitliche Länge von 6,5 m und waren direkt am Basisrand angenäht. Weil bei der zehnteiligen Kappenvariante die um 45° abgeschrägten Ecken über zwei statt einem Feld liefen, waren es auch hier nur 24 Fangleinen, trotz der zusätzlichen Felder. An jeder Seite fehlten die mittlere und hinten zusätzlich die beiden angrenzenden Fangleinen. So entstanden an allein Seite sogenannte Kiele, wobei der hintere Kiel deutlich größer war und hier der Hauptanteil der Luft entwich. Im Gegensatz zu den runden Kappen anderer Fallschirmmuster hatte der PD-47 keine Scheitelöffnung in der Mitte des Fallschirms. Durch die Kiele erzeugte der PD-47 eine geringe Vorwärtsfahrt von 1,5 bis 2,0 m/s. Um den hinteren Fallschirmabschnitt wieder etwas zu stabilisieren, waren die beiden Fangleinen neben dem Kiel doppelt ausgeführt worden. Die Fangleinen liefen in Sechsergruppen zu den vier D-Ringen der Haupttragegurte.

### Gurtzeug und Packhülle

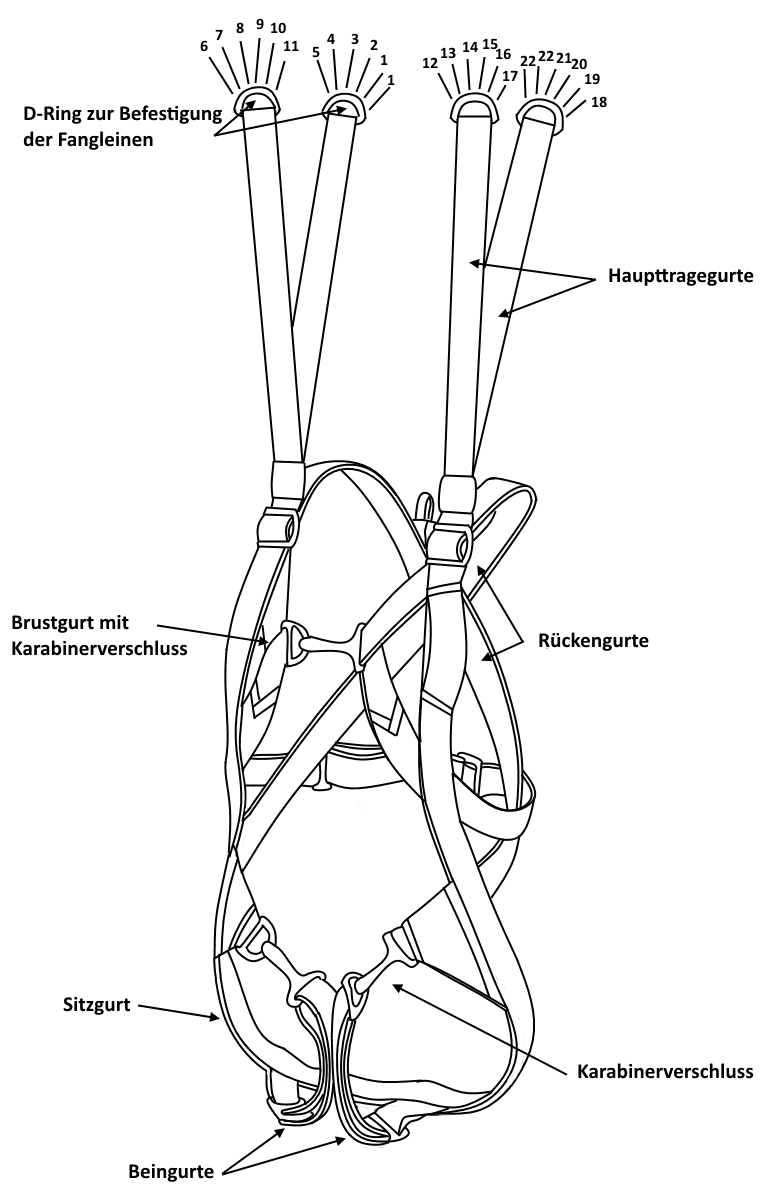
Gurtzeug für den PD-47

Beim PD-47 ist das Gurtzeug aus 44 mm breiten Nylongurten gefertigt und besitzt einen Brust- und zwei Beinhaken. Der Reservefallschirm wurde mit zwei Karabinerhaken auf Bauchhöhe befestigt und die Tragegurte des Reserveschirms an zwei weiteren Verschlüssen auf Höhe des Brustgurts. Der Öffnungsautomat wurde in den frühen Versionen unter dem rechten Schulterblatt an einem Rückengurt befestigt. Von dort ging ein Schlauch, durch den geschützt der Zugdraht des Öffnungsautomaten verlief, über die obere Klappe bis zu den Verschlüssen der Packhülle. Ein zweiter Schlauch verlief von der Packhülle zur linken Vorderseite des Gurtzeugs, wo der Griff zur manuellen Fallschirmöffnung in einer kleinen Tasche gesteckt wurde. Der PD-47-5 hatte auch einen dritten kurzen Schlauch, durch den für eine automatische Fallschirmöffnung das Endstück der Aufziehleine geführt wurde. Dadurch konnten die Verschlussstifte immer gerade nach oben herausgezogen werden, egal in welcher Position der Springer fällt.
Die mit einem Drahtgestell verstärkte Packhülle bestand aus vier Klappen die an drei Stift-Ösen-Verschlüssen mit je einem Stift verschlossen wurden. Abhängig von der gewählten Öffnungsvariante wurde der Fallschirm so gepackt, dass die Stifte vom Springer, vom Öffnungsautomat, von der Aufziehleine oder einer Kombination davon herausgezogen werden konnten. Grundsätzlich war der Öffnungsgriff des Springers immer mit dem Zugkabel verbunden – selbst bei einem Automatiksprung. Falls der Karabinerhaken noch nicht oder nicht richtig im Flugzeug eingehakt war, konnte er so den Hauptfallschirm eigenständig öffnen. Die Stiftverschlüsse werden nach dem Packvorgang mit einer Klappe abgedeckt, um ein Hängenbleiben und unbeabsichtigtes Auslösen zu verhindern. Beim PD-47-5 war an der rechten unteren Seite der Packhülle eine Einstecktasche für den Öffnungsautomat vorhanden. Sobald die Stifte herausgezogen waren, öffnete sich die Packhülle, unterstützt durch insgesamt acht auf Zug gespannte Gummibänder und gab den Verzögerungssack und gegebenenfalls den Hilfsfallschirm frei. Bei der Weiterentwicklung PD-47-5 wurde erstmals der untere Abschnitt der Fangleinen zusätzlich an der unteren Klappe der Packhülle eingeschlauft und mit zwei kleinen seitlichen Klappen fixiert. Mit dem so weiter verzögerten Öffnungsvorgang sollte das stabilisierende Moment des geöffneten Hilfsschirms auf einen eventuell trudelnden Springer länger genutzt werden und die Entfaltung dadurch zuverlässiger werden.

### Öffnungseinleitungen
Die Aufziehleine des PD-47 musste verschiedene Aufgaben wahrnehmen. Zum einen sollte sie bei Freifallsprüngen den Öffnungsautomat entsichern, indem der Sicherungsstift beim Absprung herausgezogen wurde. Zum anderen konnte die Aufziehleine den Fallschirm auch sofort beim Absprung öffnen. Dazu war sie mit zwei Schlaufen versehen. Die erste Schlaufe wurde mit den Verschlussstiften der Packhülle verbunden. Die zweite Schlaufe war fest mit dem Verzögerungssack und durch dessen offene Spitze hindurch mit einer dünnen Schnur mit dem Scheitelpunkt der Fallschirmkappe verbunden. Beim Absprung wurde zuerst die Packhülle geöffnet, dann der Verzögerungssack entfaltet und die Fallschirmkappe riss sich von der Schnur los, sobald die Fangleinen voll gestreckt waren. Wenn die Packhülle durch die Aufziehleine geöffnet werden sollte, hatte sie am unteren Ende zusätzlich einen flexiblen Stoffüberzug, der sich über die Verschlussstifte schob und damit das Flugzeug vor Beschädigungen schützte. Der Öffnungsgriff in der Einstecktasche am Gurtzeug war sowohl bei Freifall- als auch bei Automatiksprüngen immer montiert. Auch er war über einen Zugdraht im schützenden Kabelschlauch mit allen drei Verschlussstiften verbunden.
Bei Freifallsprüngen war der Zugdraht des Öffnungsautomaten vor dem ersten Verschlussstift an dem Zugdraht des Öffnungsgriffs für den Springer befestigt. Öffnungsautomaten waren bereits vor der Einführung des PD-47 in der Sowjetunion entwickelt worden. Verwendet wurde sowohl der PPD-10U als auch der KAP-3, wobei letzterer in verschiedenen Ausführungen am weitesten verbreitet war. Er verfügte über zwei Einstellmöglichkeiten. Zum einen konnte die Freifallzeit in Sekundenschritten bis maximal 5 Sekunden eingestellt werden. Zum anderen war ein barometrischer Höhenmesser eingebaut, über den die Öffnungshöhe eingestellt werden konnte. Sobald der Öffnungsautomat auslöste, zog die eingebaute Feder am Draht und öffnete so die Packhülle. Die eingestellte Öffnungshöhe bezog sich immer auf die Meereshöhe bei normalem Druck. Abhängig von Tief- oder Hochdruckwetterlagen und der Höhe des Landeplatzes mussten daher die Einstellungen angepasst werden. Anders als bei modernen digitalen Nachfolgern, konnte der KAP-3 keine Sinkgeschwindigkeit messen und löste so immer aus, auch wenn der Springer schon vorher den Fallschirm geöffnet hatte. Zur Überprüfung des Uhrwerks und des Höhenmessers mussten die Automaten regelmäßig in einer Unterdruckkammer getestet werden.

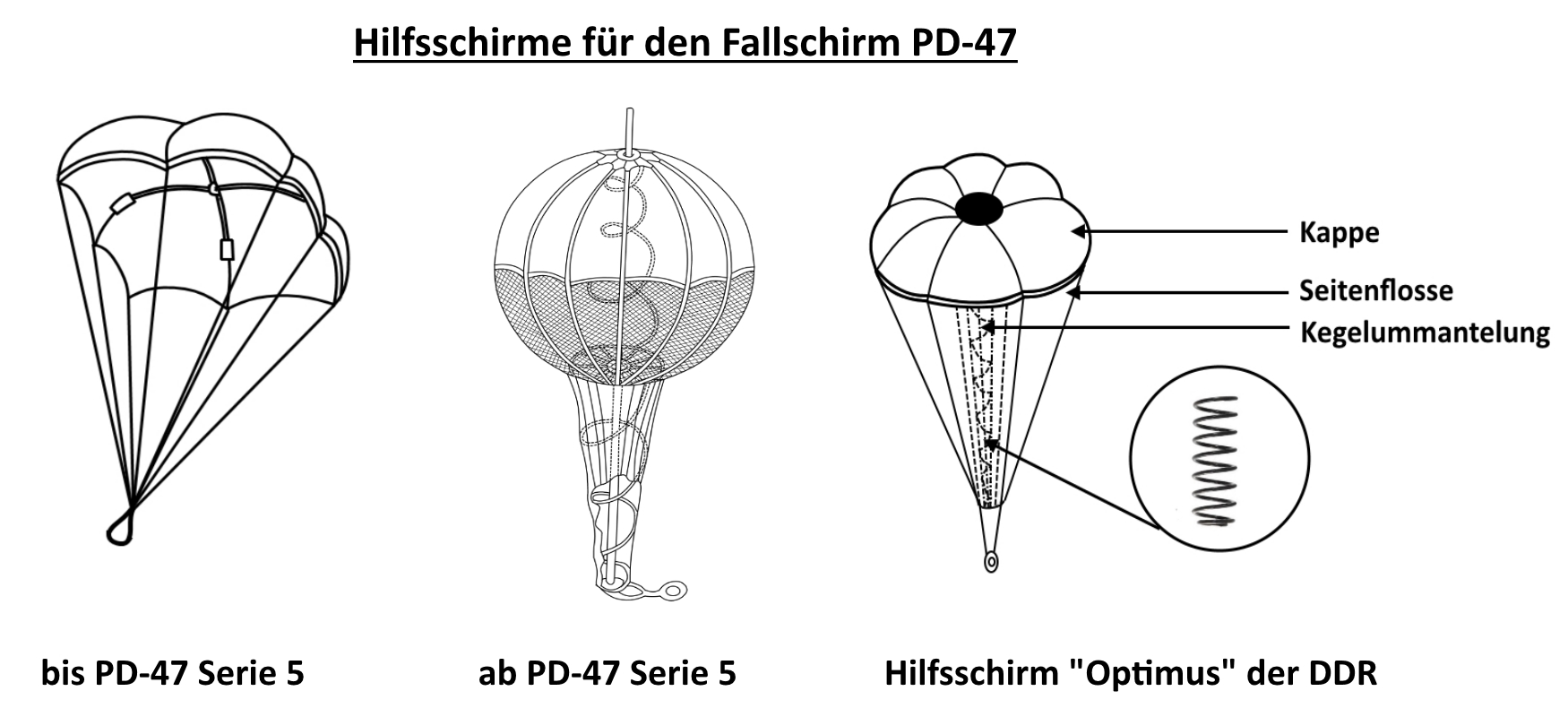
Verschiedene Hilfsschirme

Mit dem PD-47 wurden mit den Jahren verschiedene Hilfsfallschirme zur Öffnungseinleitung verwendet. Zuerst waren es einfache Fallschirme mit acht oder mehr Fangleinen, die sich aber bei schlechter Anströmung wegen einer ungünstigen Körperlage des Springers gar nicht oder nur langsam entfalten konnten. Zudem konnten die Fangleinen leicht am Springer oder mitgeführter Ausrüstung hängenbleiben. Deswegen führte man mit dem PD-47-5 kugelförmige Hilfsschirme mit innenliegender Schraubenfeder ein. Die obere Halbkugel war aus orangefarbenem Nylongewebe gefertigt und hatte eine Fläche von 0,22 m². Die untere Halbkugel war aus Netzgewebe, woran sich ein Kegel mit der Schlaufe zur Befestigung an den Verzögerungssack anschloss. Auch dieser war aus Netzgewebe und erlaubte so der Luft in die obere Halbkugel zu strömen. Den gesamten Kegel und die Kugel durchzog die Feder und das äußere Speichengestell des Hilfsschirms war ebenfalls aus flexiblem Federstahl gefertigt. So konnte der Hilfsschirm beim Packvorgang flach in die Packhülle verstaut werden.

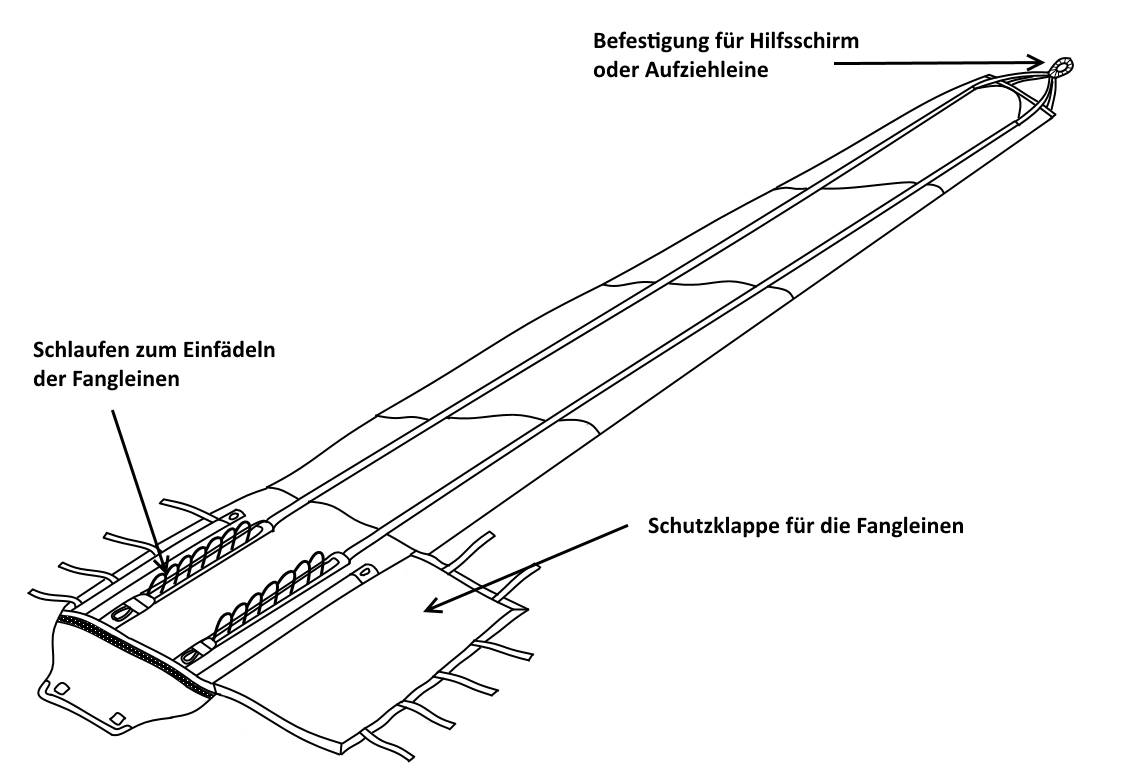
Verzögerungssack

Der Verzögerungssack aus Baumwolle gewährleistete bei automatischen und Freifallsprüngen eine kontrollierte und langsamere Fallschirmentfaltung. Der PD-47 war der erste großflächig eingeführte Fallschirm mit Verzögerungssack in der Sowjetunion. Mit ihm konnten die vielen Fälle von gerissenen Fangleinen, hängengebliebenen Beinen in den Fangleinen oder übergeworfene Fangleinen über der Fallschirmkappe drastisch reduziert werden. Außerdem verlangsamte er die Fallschirmentfaltung und reduzierte so die auf den Springer und den Fallschirm wirkenden Kräfte. Der Verzögerungssack war ein 4,1 m langer Schlauch an dessen Spitze der Hilfsschirm oder die Aufziehleine befestigt wurde. Sobald die Packhülle offen und der Verzögerungssack in den Luftstrom gezogen und gestreckt war, schlauften die daran befestigten Fangleinen aus, wodurch die Tasche des Verzögerungssacks geöffnet wurde und der Hauptfallschirm freikam. Weil jetzt zuerst die Fangleinen und die Fallschirmkappe gestreckt wurden, bevor sich der Fallschirm voll entfaltete, war die Öffnung viel zuverlässiger geworden. Falls sich der Springer während des Entfaltungsvorgangs unkontrolliert drehte oder trudelte bewirkte der Verzögerungssack für einen kurzen aber entscheidenden Moment eine stabilisierende Kraft, bevor sich der Fallschirm voll öffnete. Diese Eigenschaften machten den PD-47 zu einem zuverlässigen und gerne genutzten Fallschirm.
Erst seit den 60er Jahren verband eine Verbindungsleine auch nach der Entfaltung den Hauptfallschirm und den Verzögerungssack miteinander. Bis dahin fiel dieser separat zu Boden, weswegen er orange gefärbt war, um die Suche nach ihm zu erleichtern.

## Verwendung
Der PD-47 war als einheitlicher Ausbildungs- und Truppenfallschirm für Absprünge aus Fesselballons und Flugzeugen mit manueller und automatischer Öffnung bei allen damaligen Nutzern von Fallschirmen eingeführt worden. Für die verschiedenen Sprungarten waren die folgenden drei Öffnungsvarianten möglich:
1. Freifallsprung mit Öffnungsautomat, der beim Absprung durch das Herausziehen des Sicherungsstifts von der Aufziehleine aktiviert wurde. Nach der eingestellten Zeit oder der vorgegebenen Öffnungshöhe öffnete der Öffnungsautomat die Packhülle und gab den Hilfsschirm mit Verzögerungssack frei. Gleichzeitig hatte der Springer die befohlene Freifallzeit abzuzählen und dann am Griff zu ziehen, was ebenfalls zum Öffnen der Packhülle führte.
2. Automatiksprung mit Aufziehleine, welche die Packhülle direkt beim Absprung durch das Herausziehen der drei Verschlussstifte öffnete. Dadurch wurde der Hilfsschirm freigegeben und die Fallschirmöffnung eingeleitet.
3. Automatiksprung, wobei die Aufziehleine ohne einen Hilfsschirm fest mit dem Verzögerungssack verbunden war. Die zweigeteilte Aufziehleine öffnete beim Absprung zuerst die Packhülle und zog danach den Verzögerungssack heraus. Die dünne Verbindungsschnur riss und der Springer sinkte am geöffneten Fallschirm zur Erde, während der Verzögerungssack an der Aufziehleine hängen blieb.

Die letzte Variante wurde meist bei Sprüngen aus einem Fesselballon angewendet, weil sich der Fallschirm so am schnellsten und mit dem geringsten Höhenverlust öffnete. Für Sprünge aus einem Flugzeug war die Absetzgeschwindigkeit auf 300 km/h beschränkt. Das maximale Sprunggewicht war 120 kg und damit hatte der PD-47 in Bodennähe eine maximale Sinkgeschwindigkeit von 5,2 m/s. Mit automatischer Fallschirmöffnung ohne Hilfsschirm konnte aus 400 m über Grund schwebenden Ballons und aus 120 m hoch und 180 km/h schnell fliegenden Flugzeugen gesprungen werden. Ausbildungssprünge wurden aber grundsätzlich nicht tiefer als 250 m Absetzhöhe durchgeführt. Um den PD-47 zielgenau steuern zu können, brauchte es einige Erfahrung und viel Kraft. Gesteuert wurde, indem die vorderen Fangleinen links oder rechts tief heruntergezogen wurden, wobei der Springer links ziehen musste um nach rechts zu drehen und umgekehrt.
Die Fallschirme waren wegen der verwendeten Baumwolle besonders anfällig gegen UV-Strahlen und Feuchtigkeit. In gut belüfteten Lagerungsorten konnten sie bei einer Luftfeuchtigkeit von 40 bis 70 % und Temperaturen von 0 bis 30 °C bis zu 14 Tage im gepackten Zustand aufbewahrt werden. Wenn der PD-47 nicht gepackt war, konnte er unter den gleichen Bedingungen bis zu 3 Monate gelagert werden. Insbesondere auf die Luftfeuchtigkeit musste geachtet werden, weil das Baumwollgewebe schnell anfing Stockflecken zu bekommen und zu schimmeln. Das verminderte, ebenso wie UV-Strahlen, die mechanische Belastbarkeit sehr stark und der Fallschirm musste aufwendig repariert oder ausgesondert werden. Die maximale Nutzungsdauer lag bei 10 Jahren.
Als Reservefallschirme wurden über die Jahre hinweg verschiedene Muster mit quadratischen oder runden Fallschirmkappen verwendet. In der Sowjetunion wurde in den ersten Jahren hauptsächlich der PS-47 und der PS-41 genutzt, die hochkant vor der Brust getragen wurden. Später waren es vor allem die Reserveschirme PS-41a, S-1P und S-2, sowie deren Lizenzprodukte in anderen Staaten. Sie wurden quer vor der Brust getragen, um die Zahl der ausgeschlagenen Zähne und aufgeschlagenen Lippen an den zuvor hochliegenden Kante des Reservefallschirms zu reduzieren.

## Nutzung
Nach dem Zweiten Weltkrieg unterstützte die Sowjetunion mit materieller und personeller Hilfe den Aufbau der Armeen in den Warschauer Vertragsstaaten und lieferten dabei auch den Truppenfallschirm PD-47 in viele Länder. Bereits 1953 nahm beispielsweise die Tschechoslowakei die Fallschirmsprungausbildung mit dem PD-47 wieder auf.   Weitere Nutzer waren die Armeen von Ungarn, Polen, Bulgarien und der DDR.

### Sowjetunion
Der PD-47 war bis zur Mitte der 50er Jahre hinein der am meisten genutzte Sprungfallschirm bei zivilen und militärischen Nutzern. Als Truppenfallschirm wurde er bei den Fallschirmjägern und den spezialisierten Verbänden aller Teilstreitkräfte und verschiedener Nachrichtendienste verwendet, die eine Fallschirmsprungausbildung bekamen. Im Jahr 1948 wurde der PD-47 in die Streitkräfte eingeführt und im gleichen Jahr wurden noch 67.325 Sprünge mit ihm durchgeführt, wovon 12 mit einem tödlichen Sprungunfall endeten.
In der Sowjetunion absolvierten auch die Piloten der Luftstreitkräfte mit dem PD-47 ihre Pflichtsprünge, was zur regelmäßigen Vorbereitung auf Notsituationen üblich war. Daher sprang auch der Kampfjetpilot und erste Mensch im Weltall, Juri Gagarin, zu diesem Zweck mit dem PD-47. Wegen der unzugänglichen russischen Weiten nutzten auch die Feuerspringer den PD-47, um zur schnellen Brandbekämpfung nahe am Feuer abspringen zu können. Bereits seit den 1930er Jahren konnten junge Männer und Frauen in der Sowjetunion dem Fallschirmsport nachgehen. Nach dem Zweiten Weltkrieg wurde dazu ebenfalls der PD-47 zur vormilitärischen Ausbildung und zum Sportspringen bei der DOSAAF (deutsch: Freiwillige Gesellschaft zur Unterstützung der Armee, der Luftstreitkräfte und der Flotte) unter Führung der Streitkräfte genutzt. In der DOSAAF wurde der PD-47 bis in die 70er Jahre hinein genutzt – teilweise auch mit breiten roten und blauen Streifen auf der Fallschirmkappe.
In den Fallschirmjägerverbänden ersetzte der Truppenfallschirm D-1 ab dem Jahr 1955 den PD-47. Er hatte eine runde Fallschirmkappe, war aber sonst mit dem PD-47-5 identisch. Für die militärische Nutzung war der PD-47 spätestens ab den späten 50er Jahren, als die Absetzflugzeuge immer schneller flogen, wegen der fehlenden Stabilisierungseinrichtung nicht mehr einsetzbar. Die Stabilisierungseinrichtung wurde mit dem PDPS-48, der auch auf dem PD-47 basierte, erprobt, um den Springer nach Absprung eines über 300 km/h schnell fliegenden Flugzeugs mit einem Stabilisierungsschirm auf eine sichere Öffnungsgeschwindigkeit für den Hauptfallschirm abzubremsen und ihn dabei zu stabilisieren.

### Deutsche Demokratische Republik
In der DDR wurden die ersten Fallschirmsprünge in den 50er Jahren mit dem PD-47 durchgeführt. Nach dem Vorbild der DOSAAF wurde in der DDR die Gesellschaft für Sport und Technik (GST) gegründet, die bereits früh mit der Fallschirmsprungausbildung begann. Im Jahr 1956 wurden mit importierten PD-47 bei der GST die ersten Fallschirmsprünge aus sowjetischen Flugzeugen Li-2 durchgeführt. Der PD-47 blieb bis in die 70er Jahre hinein der Ausbildungsfallschirm in der GST und wurde durch den selbstentwickelten Fallschirm RS-4/3C abgelöst.

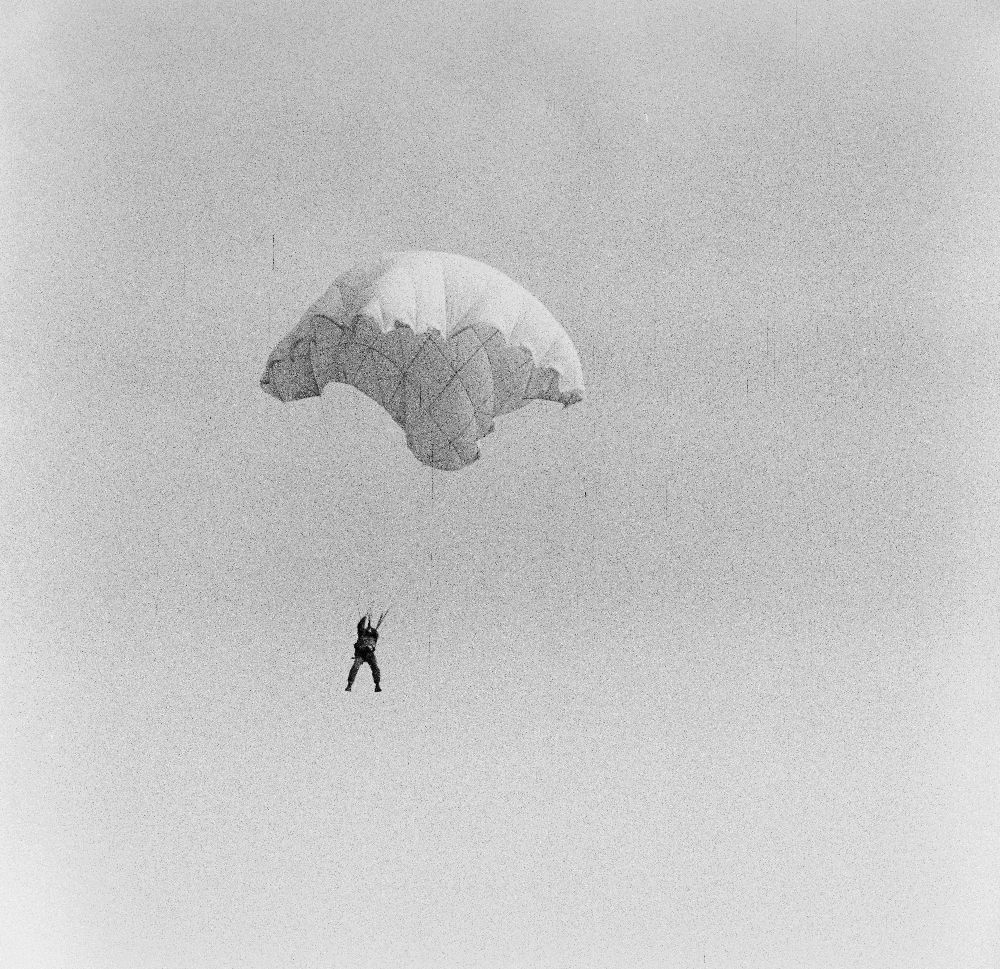
Landeanflug mit PD-47

Mit dem Aufbau einer Armee in der DDR wurden die Luftstreitkräfte zum ersten militärischen Nutzer von Fallschirmen. Für die Pflichtsprünge der Piloten und Fallschirmpacker wurde bis in die späten 60er Jahre der PD-47 genutzt. Mit dem Aufbau eines Fallschirmjägerbataillons und springender Aufklärungseinheiten in der Nationalen Volksarmee (NVA) kam der PD-47 auch zu den Landstreitkräften. Die ersten Fallschirmjäger begannen 1961 mit der Fallschirmsprungausbildung. Der PD-47 erlaubte aber schon zu dieser Zeit keine Sprünge mehr aus den schnellfliegenden sowjetischen Transportmaschinen, sodass die Eigenentwicklungen der RS-4-Reihe ab 1966 den PD-47 bei den springenden Einheiten ersetzten. Die in der DDR genutzten PD-47 waren Modelle der frühen Varianten mit quadratischen Federhilfsschirmen und Fangleinen und der Möglichkeit auch ohne Verzögerungssack zu springen.
Ab den späten 1950er Jahren ließ die DDR den PD-47 beim VEB Bekleidungswerke Seifhennersdorf (BEWES) in Lizenz produzieren. Dort wurden schon zu Zeiten des Zweiten Weltkriegs die Fallschirme der Wehrmacht gefertigt. Die in der DDR produzierten PD-47 hatten alle acht Bahnen und waren aus Baumwollbatist mit einem Naturseidenanteil von 50 %. Weil sie ursprünglich nur für Übungssprünge ohne Ausrüstung oder Waffen vorgesehen waren, hatte man die Kappenverstärkungen reduziert. Deshalb durften Springer ab einem Körpergewicht von 90 kg keine zusätzliche Ausrüstung mehr bei Sprüngen mit dem PD-47 mitführen.
In der DDR wurde in den 50er Jahren eine eigene, dem Nylon ähnliche Kunstfaser mit der Bezeichnung Dederon entwickelt. Um diese leichte und widerstandsfähige Kunstfaser auch im Fallschirmbau einsetzen zu können, wurde ein leicht veränderter PD-47 aus diesem Material mit der Bezeichnung RS-1 entwickelt und erprobt. Allerdings waren die thermischen Belastungen durch das Herabziehen des Verzögerungssacks von der Fallschirmkappe zu groß und führten zu Beschädigungen. Erst später konnte die Veredelung der Dederonfasern so verbessert werden, dass sie diesen Belastungen widerstehen konnten. Aber 1962 gelang es die dicken Fangleinen aus dem Baumwollmischgewebe durch leichtere, dünnere und trotzdem zugfestere Fangleinen aus Dederon zu ersetzen und an die Truppe mit den Fallschirmen unter der Bezeichnung PD-47D auszuliefern. Die dünneren Fangleinen erleichterten das Packen des Fallschirms, erschwerten wegen ihrer glatteren Oberfläche aber auch das Herunterziehen zum Steuern.
In der NVA wurden die Fallschirmjäger mit dem PD-47 auch im bis zu 10 Sekunden langen freien Fall ausgebildet. Ohne einen Stabilisierungsschirm sprangen sie nach wenigen automatischen Sprüngen im freien Fall mit steigenden Freifallzeiten. Die Fallschirmspringer hatten oftmals große Schwierigkeiten eine stabile Freifallposition einzunehmen, was der locker vor der Brust getragene Reservefallschirm zusätzlich erschwerte. In dieser Situation wurde der Hilfsfallschirm in seiner Entfaltung behindert und blieb mit seinen Fangleinen manchmal am Springer oder der Ausrüstung hängen. Um dieses Problem zu lösen, wurde der eigenständig entwickelte Federhilfsschirm „Optimus“ verwendet. Dieser hatte eine Zylinderform mit innenliegender Schraubenfeder und war oben aus einer Mischung von luftdurch- und luftundurchlässigem Gewebe gefertigt.
Eine der Vorzüge des PD-47 war seine Steuerbarkeit. Bei Nachtsprüngen führte der eingebaute Vorschub aufgrund schlechter Sicht und der trägen Steuerung aber regelmäßig zu Kollisionen zwischen Springern, die potentiell sehr gefährlich waren. Mit dem Ziel, diese Gefahr zu beseitigen, wurde in Seifhennersdorf eine Version des PD-47 ohne Vorschub produziert. Bei der als PD-47 o.K. (ohne Kiel) bezeichneten Modifikation fehlte auf jeder Seite nur noch eine Fangleine und der hintere große Kiel war so geschlossen worden. Das neutrale Sinken des PD-47 o.K. minderte aber auch die Pendelstabilität, sodass nur für die Nutzung bei Nachtsprüngen ab 1964 ein Teil der PD-47 ausgetauscht wurden. In den ersten Jahren waren alle PD-47 aus weißem Material. Erst später lieferte man Fallschirmkappen in dunkler Färbung und wenige Dutzend mit einem mehrfarbigen Fleckentarndruck. Als Reservefallschirme nutzte man in der DDR anfangs den PS-47 und PS-41a und später den in der DDR aus dem PS-41a heraus entwickelten BE-3 aus Naturseide und ab 1964 den BE-3D, der vollständig aus Dederon gefertigt war. Als Öffnungsautomat wurde durchgehend der KAP-3 verwendet.

## Technische Daten
| Kenngröße                                     | PD-47                                      |
| --------------------------------------------- | ------------------------------------------ |
| Kappenform:                                   | Quadratisch mit abgeschrägten Ecken        |
| Kappenfläche:                                 | 69 m² bei acht und 71,5 m² bei zehn Bahnen |
| Max. Absetzgeschwindigkeit bei Sofortöffnung: | 300 km/h                                   |
| Max. Sprunggewicht:                           | 120 kg                                     |
| Sinkgeschwindigkeit mit max. Sprunggewicht:   | 5,2 m/s                                    |
| Max. Öffnungszeit:                            | 4 s                                        |
| Vorschubgeschwindigkeit:                      | 1,5 – 2 m/s                                |
| Anzahl der Fangleinen:                        | 24                                         |
| Länge der Fangleinen:                         | 6,5 m                                      |
| Gewicht von Hauptfallschirm und Gurtzeug:     | 16,4 kg                                    |
| Packzyklus:                                   | 14 Tage                                    |